# Crazy Crazy Nights
«Crazy Crazy Nights» — песня группы Kiss с их студийного альбома 1987 года Crazy Nights. Это был первый трек на альбоме, и он был издан первым синглом с него.
В США песня не была особо успешной, достигнув только 65 места в Billboard Hot 100, но зато очень хорошо пошла в Европе. В частности, в Великобритании песня достигла 4 места (в чарте UK Singles Charts), в Норвегии 7-го.